# Tour du Léman
De Tour du Leman is een lusvormige langeafstandsfietsroute in Zwitserland. De route gaat rond het Meer van Genève (Frans: Lac Léman). Het traject is bewegwijzerd in twee richtingen en maakt deel uit van het Fietsnetwerk Veloland Schweiz. Het is een regionale route bewegwijzerd met het cijfer 46. 

## Traject
De route start en eindigt in Genève. In Genève kan worden aangesloten op de EuroVelo EV17 Rhôneroute en op de landelijke route 1: Rhone-Route. De route loopt eerst parallel met de ViaRhôna naar het Franse deel van het meer. In Saint-Gingolph eindigt de ViaRhôna. 
De route gaat weer de grens over met Zwitserland. In Villeneuve kan de landelijke route 1: Rhone-Route samen met de EuroVelo EV17 Rhôneroute worden gevolgd langs de Rhône richting de bron. De route loopt nu ook parallel met de EV17 en de 1 naar Genève terug.
De route volgt de noordzijde van het Meer van Genève. In Lausanne kan worden aangesloten op de landelijke route 5: Mittelland-Route en iets verderop in Nyon kan worden aangesloten nationale fietsroute 7 - Juraroute.

## Aansluitingen met Europese fietsroutes
- Tussen Villeneuve en Genève loopt de route parallel met de EuroVelo EV17 Rhôneroute.

## Aansluitingen met andere fietsroutes
- Tussen Genève en Saint-Gingolph loopt de route parallel met de ViaRhôna.
- Tussen Villeneuve en Genève loopt de route parallel met de landelijke route 1: Rhone-Route.
- In Montreux kan worden aangesloten op de landelijke route 9: Seen-Route.
- In Lausanne kan worden aangesloten op de landelijke route 5: Mittelland-Route.
- In Nyon kan worden aangesloten op de nationale fietsroute 7 - Juraroute.
- Onderweg kan op diverse plaatsen worden aangesloten op regionale en lokale routes van Fietsnetwerk Veloland Schweiz.